# Catreus wallichii
Il fagiano di Wallich (Catreus wallichi) è una specie minacciata della famiglia dei fagiani, i Fasianidi. È l'unico membro del genere monotipico Catreus.
Il fagiano di Wallich vive sugli altopiani e nelle boscaglie dell'Himalaya e dell'Afghanistan. Questi uccelli sono meno colorati e brillanti della maggior parte dei fagiani, con un piumaggio grigio castano e una lunga cresta grigia. La sua lunga coda è grigia e bruna. La femmina è leggermente più piccola nelle dimensioni.
Il nome scientifico commemora il botanico danese Nathaniel Wallich.
A causa della perdita dell'habitat, delle piccole dimensioni delle popolazioni e, in alcune aree, della caccia, il fagiano di Wallich viene classificato come vulnerabile dalla lista rossa delle specie minacciate della IUCN. La CITES lo pone in Appendice I. Sebbene sia una specie minacciata, si sta tentando di introdurre esemplari allevati in cattività di fagiano di Wallich in Pakistan.